# Giuseppe Signori
Giuseppe „Beppe” Signori (Alzano Lombardo, 1968. február 17. –) olasz labdarúgó.
Pályafutása során hazájában szerepelt a Leffe, a Piacenza, a Trento, a Foggia, a Lazio, a Sampdoria és a Bologna csapatában. Rövid légióskodása alatt egy szezon erejéig megfordult a görög Iraklíszban, profi pályafutását Magyarországon, az NB I-es Sopronban fejezte be, ahol ugyancsak egy idényt töltött el. Háromszoros olasz gólkirály, 1993-ban, 1994-ben és 1996-ban (utóbbit Igor Prottival megosztva) nyerte el az olasz labdarúgó-bajnokság legjobb góllövőjének járó címet.
1992 és 1995 között tagja volt az olasz válogatottnak, mellyel világbajnoki ezüstérmet szerzett 1994-ben.
| „               | Signori Magyarországon, egy magyar csapatban is bebizonyította, hogy világklasszis. A mi együttesünknek nagy szüksége van rá. | ” |
| – Selymes Tibor | |   |

Híres volt arról, hogy kisebb cipőt használt, mint a mérete, ami így szorította a lábát. Állítása szerint ezzel fejlesztette a labdaérzékét és a pontosabb labdakezelését. Nevezetes volt a jellegzetes büntetőrúgásairól is: egyszerűen csak a labda mögé állt, és nekifutás nélkül lőtt kapura.
Jelenleg a RAI Radio1 olasz tévétársaság szakkommentátora a Serie A mérkőzéseken. Emellett 2008-ban csatlakozott a Ternana Calcio csapatához, ahol a csapat szakmai tanácsadói posztját tölti be.

## Pályafutása

### Első lépések
1968. február 17-én született az Észak-olaszországi Alzano Lombardo nevű kisvárosban. A legtöbb fiú kortársához hasonlóan Giuseppe is szerette a labdarúgást mind játszani, mind nézni. 13 évesen az Internazionale ifjúsági játékosa lett, azonban az Inter ifjúsági edzői túl alacsony termetűnek és kis testsúlyúnak tartották ahhoz, hogy később profi játékos váljon belőle a klubnál, így 1984-ben, három év után távozott az egyesülettől.
17 évesen mégis labdarúgó lett, igaz, csak az olasz ötödosztályban (akkori nevén: Interregionale) szereplő AlbinoLeffe játékosaként. Élete első felnőtt bajnoki mérkőzését is itt teljesítette. A klubnál jó benyomást keltett, mivel első szezonjában (1984–1985) nyolc bajnoki mérkőzésen öt gólt szerzett, amivel hozzájárult a Leffe feljutásához a negyedosztálynak számító Serie C2-be. Akkoriban derült fény arra, hogy Beppe milyen gyors, és milyen jó rúgótechnikával rendelkező ballábas játékos. E képességei miatt az edzője balszélsőként játszatta, feladata a széleken való elfutás után történő minél pontosabb beadás volt a támadás végén. Azonban ő még mindig jobban szeretett támadóként szerepelni a mérkőzéseken. A második idényében 30 mérkőzésen három alkalommal tudott betalálni az ellenfelek kapujába, emellett sok gólpasszal segítette csapatát. Ígéretes teljesítményét látván sok csapat érdeklődést mutatott iránta, végül a harmadosztályú (Serie C1) Piacenza Calcio vásárolta meg a tehetséges fiatal játékost.

### Profi pályafutása kezdete, kölcsönben a Trentónál
Az olasz harmadik liga azonban túl erősnek számított a kamaszkorú Signori számára, így nem tudta megmutatni igazi játéktudását. A szezon alatt mindössze 14 bajnoki találkozón lépett pályára, melyeknek nagy részén csereként jutott lehetőséghez, és csak egy gólt szerzett. A harmadosztályú bajnoki címet nyerő csapat nem tartott igényt a játékára a Serie B-ben.
A következő bajnoki idényben a Piacenza kölcsönadta a szintén Serie C1-es Trentónak, ahol esélyt kapott arra, hogy a felnőtt csapat állandó tagja legyen, ekképpen optimálisan fejlődhessen. Giuseppe élt is a felkínált lehetőséggel, nagyszerűen játszott, és az 1987–1988-as bajnokságban a liga legjobb balszélsői között tartották számon. Abban az évben a Trento színeiben 31 mérkőzésen játszott és három gólt ért el.
Az 1988–1989-es szezonban a Piacenza hívására visszatért a csapatba a kölcsönszerződés lejártával. Az új lehetőség, valamint a kölcsönadás hatására magabiztosabb és érettebb lett, rendszeresen szerepet kapott az első csapat keretében. Mialatt Beppe a Trentónál volt, a Piacenza feljutott a Serie B-be. A másodosztályban még mindig az egyik legígéretesebb balszélsőnek tartották. A szezon során 32 bajnoki mérkőzésen lépett pályára, melyeken öt alkalommal volt eredményes. Határozottan jó teljesítményével az ország egész területéről több játékos-megfigyelőnek is felkeltette a figyelmét.

### Foggia
A fiatal labdarúgó szerződtetése végül az ugyancsak másodosztályú US Foggia csapatának sikerült. A Serie B legtöbb jobbhátvédjének gondot okozott az emberfogás Signorival szemben. Azonban a Foggia szakvezetője, Zdeněk Zeman ragaszkodott a 4–3–3-as taktikai felálláshoz. A vezetőedző a felkészülési időszakban, a szezon előtti edzéseken felismerte azt, hogy kár Signori tehetségét és jó formáját elpazarolni arra, hogy szélsőt játsszon. Zeman észrevette azt, amit más edzők nem: látta, hogy nagyszerű gólérzékenységgel rendelkezik, és a legjobb teljesítményre csatárként képes. Az új posztján első idényében sikeres évet zárt, 14 góljának köszönhetően a Foggia szurkolói az új hősüket találták meg a személyében. Ez még csak a kezdet volt, Giuseppe az 1990–1991-es szezonban 11 találatig jutott a másodosztályban, amellyel hozzásegítette csapatát az első osztályú tagság kiharcolásához.
Hét idény után az ötödik ligából egészen a Serie A-ig jutott. Az előző évhez hasonlóan ezúttal is 11 gólt szerzett csapatában, ez alkalommal viszont már a legmagasabb osztályban tette meg mindezt. A 32 bajnokin elért 11 gól kiváló teljesítménynek számított az első Serie A szezonjában, csapata a 11. helyen végzett a táblázaton. A Foggiában Roberto Rambaudival és Francesco „Ciccio” Baianóval alkották a kiváló támadó triót. Giuseppe szerepelt a bal oldalon, Baiano középen, míg Rambaudi a jobb szélen játszott.
A Foggiában mutatott teljesítménye alapján lehetősége nyílt arra, hogy hazája nemzeti csapatát is képviselhesse. Röviddel azután, hogy az olasz labdarúgó-válogatott nem jutott ki az 1992-es Európa-bajnokságra a sikertelenül megvívott selejtezőket követően, Arrigo Sacchit nevezték ki szövetségi kapitánynak. Az új szakvezető meghívót küldött többek között Signorinak is. Ennél fogva első válogatottságát 1992 májusában a Foggia játékosaként érte el (amit még további három követett a klub színeiben, a többin az SS Lazio labdarúgójaként szerepelt). Ezen időszak alatt olyannyira jól szerepelt a klubjában és a válogatottban is, hogy több nagycsapat is szerette volna szerződtetni. A Lazio újonnan kinevezett elnöke, Sergio Cragnotti bejelentette, hogy Zdeněk Zeman lesz a klub új vezetőedzője az 1992–1993-as szezontól. Zeman az előző csapatától, a Foggiától leigazolta néhány egykori játékosát, köztük Signorit, valamint Chamotót és Rambaudit is.

### A legsikeresebb időszak
A Lazio csapatában eltöltött első idénye egy szóval jellemezhető: sikeres. Imponáló bemutatkozó szezont produkált, 32 bajnokin 26 gólt jegyzett, amivel megszerezte a gólkirályi címet. A Stadio Olimpico közönségének szimpátiáját ezzel hamar sikerült kivívnia, a Foggia után itt is a szurkolók kedvencévé vált. Az olasz kupában hasonlóan eredményes tudott lenni, hat mérkőzésen hatszor talált be az ellenfelek kapujába, így a bajnokság mellett a kupa legjobb góllövője is ő lett.
A következő idénye részben hiányos volt a sérülések miatt, ennek ellenére 23 gólt szerzett. Ha mindehhez hozzávesszük azt a tényt is, hogy mindössze 24 bajnoki találkozón játszott, akkor a teljesítménye még lenyűgözőbbnek mondható. A gondok ellenére, regnáló gólkirályként, 1994-ben sikerült megvédenie címét. Az előző bajnokságban kiharcolt UEFA-kupa indulás ellenére csak egy mérkőzésen tudott szerepelni a sorozatban a sérülései okán, míg az olasz kupában három alkalommal játszott, gólt nem lőtt.
A harmadik Laziós idényében végzett a csapattal a legjobb helyen a bajnokságban: ezüstérmes lett a klub a Juventus mögött. A Serie A-ban 27 mérkőzésen 17 gólt szerzett, a Coppa Italiában öt találkozón négyszer talált az aktuális ellenfelek hálójába. Ekkorra már a Lazio legnagyobb sztárjai között emlegették, amit az is alátámasztott, hogy a csapatkapitányi karszalagot is ő viselte. Az 1995–1996-os szezonban ismét elhódította az olasz bajnokság gólkirályi címét (24 gól 31 bajnokin), ezúttal azonban Igor Prottival megosztva. 1995 nyarán olyan hírek láttak napvilágot, hogy távozik az AC Parma csapatához, ám a szurkolók követelték a vezetőségtől, hogy ne kössék meg a szerződést. Végül az átigazolás nem történt meg.
Az 1996–1997-es bajnokságban 31 mérkőzésen szerepelt 15 találatot elérve. Egykori csapata, a Piacenza ellen mesterhármast szerzett, a Lazio azon a mérkőzésen 3–1-re nyert. Az idény után Cragnotti edzőt akart cserélni, mivel csak a negyedik helyen végzett a klub. Egy rövid ideig Dino Zoff töltötte be a vezetőedzői posztot Zeman távozását követően, de az elnök ezt nem tartotta végleges megoldásnak. A választás végül Sven-Göran Erikssonra esett, aki előtte a Sampdoria csapatát irányította. Az edzőváltás rossz hatással volt Signori pályafutására, mivel Eriksson hozta magával kedvenc játékosait: Roberto Mancinit a Sampdoriától, és visszaigazolta Alen Bokšićot a Juventustól. Hirtelen csak negyedik számú csatárnak számított Mancini, Casiraghi és Bokšić mögött. Eriksson próbálta a Signori-Mancini-Casiraghi hármast játszatni elöl, de nem tudtak jól együttműködni. Mancinivel nagyon hasonló játékstílust képviseltek, és amikor az edzőnek választania kellett kettejük közül, természetesen a személyes kedvencének számító Mancini mellett döntött. A Rapid Wien elleni UEFA-kupa mérkőzésen Giuseppének elege lett a kialakult helyzetből. Eriksson elküldte bemelegíteni, mivel csereként pályára szerette volna küldeni. A cserére várakozva Mancini megkapta a második sárga lapját (így kiállították), akinek a helyére be szerette volna küldeni. Taktikai okok miatt azonban Pavel Nedvědet cserélték be helyette. Az eset után felháborodva hagyta el a Stadio Olimpicót, és néhány hét elteltével a Sampdoria kölcsönjátékosa lett.

### A Sampdoriában
A Sampdoriában eltöltött időszaka nem volt sikeresnek mondható, sérülések hátráltatták, mindemellett még rossz formában is játszott. Az utolsó két mérkőzésén a Bologna és a Bari ellen mindössze 22 percet játszott (utóbbin kettőt). A kezdetekben az összes bajnokin kezdő volt, amelyen pályára lépett. Négy mérkőzésnek kellett eltelnie, mire megszerezte első gólját új csapatában: a Parma ellen 5–2-re megnyert mérkőzésen kétszer is az ellenfél kapujába talált. A következő fordulóban a Lecce elleni góljával 3–1-es győzelemhez segítette hozzá klubját. Már úgy tűnt, hogy lassan formába jön. Azonban további gólokat már nem szerzett a szezonban (a mérlege 17 találkozón 3 gól), és az idény végén távozott a Samptól.

### A Bolognai évek
Az eltelt pár évének sikertelensége miatt a klubváltás mellett döntött, vissza akarta nyerni régi formáját, amit csak egy új csapatban tudott elképzelni. 1998 nyarán jó barátja, Roberto Baggio a Bolognából az Internazinalébe igazolt. Baggio megüresedett posztjára a klubnak szüksége volt egy játékosra. A választás végül Signorira esett, aki alá is írta a szerződését a bolognai székhelyű csapattal.
A Bolognába igazolásával úgy tűnt, hogy ismét a régi formájába lendül, és a pályafutása rendeződött. Az első siker nem is maradt el, az Intertotó-kupa 1998-as kiírását megnyerte a csapattal. A győzelem egyben indulási jogot jelentett az 1998–1999-es UEFA-kupában. A klub hihetetlen menetelésbe kezdett, bejutottak az elődöntőbe, ahol idegenben lőtt góllal estek ki az Olympique Marseille ellen. A két európai kupasorozatban együttesen 12 mérkőzésen szerepelt, és hat góllal segítette csapatát. A bajnokságban is jó teljesítményt nyújtott, 18 találkozón 15-ször volt eredményes. Egy mérkőzéstől eltekintve az összes pályára lépése alkalmával a kezdőcsapatban kapott helyet. A svéd Kennet Anderssonnal veszélyes támadósort alkottak. A magas Andersson sok gólját Giuseppe készítette elő a ballábas beadásaival.
1999–2000-ben az előző idényhez hasonlóan ismét 15 találatot ért el a bajnokságban (ezúttal 31 mérkőzésen), melyek közül csupán egyet lőtt büntetőből. A 9. fordulóban meglepetésre 3–0-ra legyőzték az Intert, többek között az ő góljával. Eredményes volt az AS Roma ellen is, melyet csapata 1–0-ra nyert meg. Az utolsó előtti, 33. fordulóban egykori csapata, a Lazio ellen kétszer is gólt szerzett, hazai pályán mégis 3–2-es vereséget szenvedtek. Az UEFA-kupában is szerzett egy gólt, a Galatasaray elleni párharcban a 16 közé jutásért rendezett találkozó első mérkőzésén a 68. percben szerezte meg a vezetést, a végeredmény 1–1 lett. A szezon végén megújította a szerződését a Bolognával, ami ezt követően 2003-ig volt érvényben.
Az új szezonban ismét sérülések hátráltatták a játékban, és annak a bajnokságnak a 2000-es naptári évében mindössze három gólt szerzett emiatt. Azonban karácsony után nagyszerű formában játszott, és az idény végére 23 találkozó alatt 16 gólig jutott. Az egész szezont figyelembe véve négyszer szerzett két gólt egy mérkőzésen, a Hellas Verona ellen pedig mesterhármast ért el, de csapata ennek ellenére 5–4-re kikapott. A 2001–2002-es bajnokság újfent csalódást keltő volt, a sérülései miatt csak 14 mérkőzésen tudott pályára lépni, és csupán három gólt szerzett.
A következő év már szerencsésebb volt, még annak ellenére is, hogy ezúttal sem kerülte el a sérülés. 24 Serie A mérkőzésen szerepelt, és 12 góljából ötöt lőtt tizenegyesből. Az Intertotó-kupában 1998-at követően ismét bejutottak a döntőbe, ám ott a Fulham ellen összesítésben 5–3-as vereséget szenvedtek, Signori két gólt ért el a 2–2-es végeredménnyel záruló odavágón, de ez sem bizonyult elégnek a párharc megnyeréséhez. A szezon alatt kisebb nézeteltérése alakult ki Francesco Guidolin vezetőedzővel. Beppe nem került be a csapatba néhány mérkőzésen, noha már játékra alkalmas egészségi állapotban volt. A kialakult feszült helyzetről az újságok is beszámoltak, ezalatt a szurkolók nem adtak igazat Guidolinnak, és Signori megtartását támogatták. A nyáron eleinte nem kapott új szerződési ajánlatot a klubtól, viszont a hírek szerint a Chelsea, a Lazio, a AC Siena, valamint Szaúd-arábiai és katari csapatok is érdeklődtek iránta. A Bologna szurkolói az utcákra vonulva tüntettek csapatkapitányuk mellett, hogy a vezetőség változtassa meg az álláspontját az ügyben. Végül Guidolin távozott a bajnokság kezdete előtt, helyette azt a Carlo Mazzonet nevezték ki, aki Giuseppe érkezésekor is betöltötte a posztot. A 2003–2004-es szezon első felében állandó sérülései miatt csak két gólt szerzett. A bajnokság végére 23 mérkőzésen hatra növelte találatai számát. Legutolsó gólját a Lazio ellen érte el a 24. fordulóban, amellyel 2–1-es győzelemhez segítette csapatát. Később kiderült, hogy sok szempontból ez volt az utolsó gólja: a Bologna színeiben nem jegyzett több találatot, mivel az idény végén eligazolt onnan, ráadásul nem egy másik olasz csapatba, így ez volt egyben a legutolsó Serie A-s találata is. Az olasz bajnokságban 344 mérkőzésen 188 gólt szerzett az első osztályban, amivel a Serie A hetedik legeredményesebb góllövője.
A szezon végén azt nyilatkozta, hogy már nem bírja a Serie A fizikai megterhelését (amit az állandó sérülései is alátámasztottak), ezért egy kevésbé nívós bajnokságban szeretne játszani. Végül a görög Iraklísz csapatához igazolt.

### Légióskodásának kezdete, az Iraklíszban
Kései légióskodásának első állomása a görög Iraklísz volt. A csapatban nem nyújtott jó teljesítményt, mindössze öt mérkőzésen lépett pályára, gólt pedig nem is szerzett. Az idény végén a távozás mellett döntött.

### Pályafutása végén a Sopronban
Az Iraklísz után az FC Sopronba igazolt, noha korábban feltűntek olyan hírek is, hogy a Debreceni VSC csapatába szerződik, mivel szeretett volna az UEFA-bajnokok ligájában játszani, ám a DVSC-nek nem sikerült bejutnia a főtáblára, így az üzlet nem valósult meg.
Végül úgy döntött, hogy a 2005–2006-os idényben Magyarországon próbál szerencsét az FC Sopronban. Érkezésekor a következőt nyilatkozta: „Az az elsődleges célom, hogy előbbre jussunk a bajnoki tabellán, másodsorban szeretnék segíteni a fiatal játékosoknak, hogy legalább olyan karriert érjenek el, mint amilyent én elértem.” Leigazolása után a Vasas ellen lépett pályára először, a 67. percben lecserélték. Első góljára nem kellett sokat várni, ám azt nem a bajnokságban, hanem a Zalaegerszegi TE elleni 5–1-re megnyert Magyar kupa találkozón szerezte. A mérkőzés 61. percében cserélték be, majd tíz perc elteltével egy 17 méteres szabadrúgásából a jobb alsó sarokba csavarta a labdát. A 83. percben még egy gólt lőtt, kialakítva az 5–1-es vendéggyőzelmet. Góljai mellett két gólpasszal is hozzájárult a sikerhez. A találkozót követően Sebők Vilmos a következőt mondta róla: „Nem olyan gyors, mint régen, de a bal lábával még mindig azt csinál, amit akar.” Az NB I-ben a harmadik mérkőzésén szerezte meg első találatát a Pécsi MFC elleni 3–1-es siker alkalmával. A ZTE elleni Magyar kupa nyolcaddöntő visszavágóján is játszott, ekkor 25 perc lehetőséget kapott, gólt ez alkalommal azonban nem szerzett. A bajnokságban viszont a Debrecentől elszenvedett 3–1-es vereség alkalmával ő szerezte csapata egyetlen találatát. Legutolsó gólját a Budapest Honvéd elleni 3–0-s győzelemkor szerezte, ami egyben a hivatásos pályafutása utolsó találata volt. Utoljára a Vasas elleni bajnokin lépett pályára 2006. április 21-én, ahol megsérült, és már a 12. percben le kellett cserélni.
| „                  | Nagyon jól érzem magam Magyarországon. A bajnokság sem rossz, de azért nem lehet összehasonlítani az olasz élvonallal. Technikailag nem képzetlenek a magyar játékosok, de azért a játék jóval lassúbb, mint otthon volt. | ” |
| – Giuseppe Signori | |   |

A sérülések Magyarországon sem kerülték el, noha csak rövid időt töltött az NB I-ben. A szezon végére már tisztán látszott, hogy nem az a játékos, aki egykor volt, így hivatalosan is bejelentette visszavonulását.

### A válogatottban
A válogatottban 1992. május 31-én mutatkozott be a Portugália elleni mérkőzésen, melyet a United States Cup keretében rendeztek meg. Ugyanezen a tornán megszerezte első gólját a válogatottban: az írek ellen a 17. percben szerezte meg a vezetést.
Az 1994-es világbajnokság selejtezőin állandó kerettagnak számított. Ebben az időszakban hol szélsőként, hol csatárként játszott a nemzeti együttesben. Három gólt szerzett a torna kvalifikációs szakasza során, mellyel segített csapatának kijutni az 1994-es vb-re. A tornát megelőző felkészülési mérkőzések során egymás után három találkozón is eredményes volt: sorrendben Finnország, Svájc és Costa Rica ellen talált be (utóbbi egyben a legutolsó válogatott gólja volt). A svájciak elleni találatának érdekessége, hogy az volt Olaszország történetének 100. gólja a Svájc ellen rendezett mérkőzéseken.
Az 1993–1994-es szezonja után az újságírók arról cikkeztek, hogy az elkövetkező világbajnokságon Signorinak meglehet a nagy nemzetközi áttörése. Olaszország első mérkőzésén Roberto Baggióval együtt alkotta a támadósort, a 84. percben lecserélték, csapata pedig 1–0-s vereséget szenvedett az írektől. A második csoportmérkőzést megelőzően Viviana, Signori barátnője (később felesége) tudatta vele, hogy állapotos. A Norvégia elleni találkozó pályafutása egyik legjobb mérkőzése volt, a jó hír ismeretében nagy lelkesedéssel játszott. A 69. percben egy nagyszerű bal oldali szabadrúgását követően Dino Baggio fejesgólt szerzett, Giuseppe gólpasszal járult hozzá az olaszok 1–0-s győzelméhez. A Mexikó elleni mérkőzést az előzőhöz hasonlóan végigjátszotta. A Nigéria elleni nyolcaddöntőben kezdő volt, de a 65. percben lecserélték, helyére Gianfranco Zola állt, akit a 76. percben kiállítottak, az Azúrkékek a hosszabbítást követően Roberto Baggio két góljának köszönhetően 2–1-re nyertek. A spanyolok elleni negyeddöntőben ismét kulcsszerepet játszott csapata továbbjutásában. A félidőben csereként beállva a 87. percben előkészítette Roberto Baggio gólját. Az elődöntőben a megsérülő Roberto Baggio helyett lépett pályára a 71. percben. A mérkőzést előtt Signori megtagadta, hogy szélsőt játsszon, és közölte Arrigo Sacchival, hogy csatárként akar szerepelni. Ennek a vitának az eredményeként kimaradt a világbajnoki-döntőt játszó csapatból, noha a Bulgária elleni 2–1-re megnyert elődöntőben még pályára lépett a 71. percben. A szakemberek általános véleménye az volt az esetről, hogy visszalépésnek tartotta a középpályás posztot, mivel az elmúlt két szezonban 56 Serie A bajnokin 49 gólt szerzett csatárként. Később azt nyilatkozta, hogy megbánta a döntését, hogy nem játszott szélsőt, amint azt Sacchi mondta.
A köztük feszülő ellentétek a továbbiakban is megmaradtak, és a világbajnokságot követően mindössze hat találkozón viselhette a nemzeti mezt. A vb után szerepelt még két Eb-selejtezőn, egy Törökország elleni barátságos mérkőzésen, valamint a Svájci labdarúgó-szövetség fennállásának 100. évfordulójára rendezett centenáriumi tornán. Az utolsó mérkőzését a Szlovénia elleni 1996-os Európa-bajnoki selejtezőn játszotta 1995. november 6-án.
1992 és 1995 között 28 alkalommal szerepelt a nemzeti csapatban, melyeken hét alkalommal volt eredményes.

## Sikerei, díjai

### Klubcsapatokkal
- Leffe:
- Olasz ötödosztály bajnoka: 1985
- Piacenza:
- Olasz harmadosztály bajnoka: 1987
- Foggia:
- Olasz másodosztály bajnoka: 1991
- Lazio:
- Olasz bajnoki ezüstérmes: 1995
- Olaszkupa-győztes: 1998
- Bologna:
- Intertotó-kupa-győztes: 1998

### Válogatottal
- Világbajnoki ezüstérmes: 1994

### Egyéni
- Olasz gólkirály: 1993, 1994, 1996
- Olaszkupa gólkirálya: 1993, 1998

## Pályafutása statisztikái
| Klub      | Szezon   | Borsodi Liga   | Borsodi Liga   | Magyar Kupa    | Magyar Kupa    | —      | —      | Összesen | Összesen |
| Klub      | Szezon   | Mérk           | Gól            | Mérk           | Gól            | Mérk   | Gól    | Mérk     | Gól      |
| --------- | -------- | -------------- | -------------- | -------------- | -------------- | ------ | ------ | -------- | -------- |
| Sopron    | 2005–06  | 10             | 3              | 2              | 2              | —      | —      | 12       | 5        |
| Sopron    | Összesen | 10             | 3              | 2              | 2              | —      | —      | 12       | 5        |
| Klub      | Szezon   | Szúper Línga   | Szúper Línga   | Kípelo Eládosz | Kípelo Eládosz | —      | —      | Összesen | Összesen |
| Klub      | Szezon   | Mérk           | Gól            | Mérk           | Gól            | Mérk   | Gól    | Mérk     | Gól      |
| Iraklísz  | 2004–05  | 5              | 0              | —              | —              | —      | —      | 5        | 0        |
| Iraklísz  | Összesen | 5              | 0              | —              | —              | —      | —      | 5        | 0        |
| Klub      | Szezon   | Serie A        | Serie A        | Coppa Italia   | Coppa Italia   | Európa | Európa | Összesen | Összesen |
| Klub      | Szezon   | Mérk           | Gól            | Mérk           | Gól            | Mérk   | Gól    | Mérk     | Gól      |
| Bologna   | 2003–04  | 23             | 6              | —              | —              | —      | —      | 23       | 6        |
| Bologna   | 2002–03  | 24             | 12             | —              | —              | 2      | 2      | 26       | 14       |
| Bologna   | 2001–02  | 14             | 3              | —              | —              | —      | —      | 14       | 3        |
| Bologna   | 2000–01  | 23             | 16             | —              | —              | —      | —      | 23       | 16       |
| Bologna   | 1999–00  | 31             | 15             | —              | —              | 1      | 0      | 32       | 15       |
| Bologna   | 1998–99  | 28             | 15             | 1              | 0              | 12     | 6      | 41       | 21       |
| Bologna   | Összesen | 143            | 67             | 1              | 0              | 15     | 8      | 159      | 75       |
| Klub      | Szezon   | Serie A        | Serie A        | Coppa Italia   | Coppa Italia   | —      | —      | Összesen | Összesen |
| Klub      | Szezon   | Mérk           | Gól            | Mérk           | Gól            | Mérk   | Gól    | Mérk     | Gól      |
| Sampdoria | 1997–98  | 17             | 3              | —              | —              | —      | —      | 17       | 3        |
| Sampdoria | Összesen | 17             | 3              | —              | —              | —      | —      | 17       | 3        |
| Klub      | Szezon   | Serie A        | Serie A        | Coppa Italia   | Coppa Italia   | Európa | Európa | Összesen | Összesen |
| Klub      | Szezon   | Mérk           | Gól            | Mérk           | Gól            | Mérk   | Gól    | Mérk     | Gól      |
| Lazio     | 1997–98  | 6              | 2              | —              | —              | —      | —      | 6        | 2        |
| Lazio     | 1996–97  | 32             | 15             | —              | —              | —      | —      | 32       | 15       |
| Lazio     | 1995–96  | 31             | 24             | —              | —              | —      | —      | 31       | 24       |
| Lazio     | 1994–95  | 27             | 17             | 5              | 4              | 2      | 0      | 34       | 21       |
| Lazio     | 1993–94  | 24             | 23             | 3              | 0              | 1      | 0      | 28       | 23       |
| Lazio     | 1992–93  | 32             | 26             | 6              | 6              | —      | —      | 38       | 32       |
| Lazio     | Összesen | 152            | 107            | 14             | 10             | 3      | 0      | 169      | 117      |
| Klub      | Szezon   | Serie A        | Serie A        | Coppa Italia   | Coppa Italia   | —      | —      | Összesen | Összesen |
| Klub      | Szezon   | Mérk           | Gól            | Mérk           | Gól            | Mérk   | Gól    | Mérk     | Gól      |
| Foggia    | 1991–92  | 32             | 11             | —              | —              | —      | —      | 32       | 11       |
| Foggia    |          | Serie B        | Serie B        | —              | —              | —      | —      | —        | —        |
| Foggia    | 1990–91  | 34             | 11             | —              | —              | —      | —      | 34       | 11       |
| Foggia    | 1989–90  | 34             | 14             | —              | —              | —      | —      | 34       | 14       |
| Foggia    | Összesen | 100            | 36             | —              | —              | —      | —      | 100      | 36       |
| Klub      | Szezon   | Serie B        | Serie B        | Coppa Italia   | Coppa Italia   | —      | —      | Összesen | Összesen |
| Klub      | Szezon   | Mérk           | Gól            | Mérk           | Gól            | Mérk   | Gól    | Mérk     | Gól      |
| Piacenza  | 1988–89  | 32             | 5              | —              | —              | —      | —      | 32       | 5        |
| Piacenza  | Összesen | 32             | 5              | —              | —              | —      | —      | 32       | 5        |
| Klub      | Szezon   | Serie C1       | Serie C1       | Coppa Italia   | Coppa Italia   | —      | —      | Összesen | Összesen |
| Klub      | Szezon   | Mérk           | Gól            | Mérk           | Gól            | Mérk   | Gól    | Mérk     | Gól      |
| Trento    | 1987–88  | 31             | 3              | —              | —              | —      | —      | 31       | 3        |
| Trento    | Összesen | 31             | 3              | —              | —              | —      | —      | 31       | 3        |
| Klub      | Szezon   | Serie C1       | Serie C1       | Coppa Italia   | Coppa Italia   | —      | —      | Összesen | Összesen |
| Klub      | Szezon   | Mérk           | Gól            | Mérk           | Gól            | Mérk   | Gól    | Mérk     | Gól      |
| Piacenza  | 1986–87  | 14             | 1              | —              | —              | —      | —      | 14       | 1        |
| Piacenza  | Összesen | 14             | 1              | —              | —              | —      | —      | 14       | 1        |
| Klub      | Szezon   | Serie C2       | Serie C2       | Coppa Italia   | Coppa Italia   | —      | —      | Összesen | Összesen |
| Klub      | Szezon   | Mérk           | Gól            | Mérk           | Gól            | Mérk   | Gól    | Mérk     | Gól      |
| Leffe     | 1985–86  | 30             | 3              | —              | —              | —      | —      | 30       | 3        |
| Leffe     |          | Interregionale | Interregionale | —              | —              | —      | —      | —        | —        |
| Leffe     | 1984–85  | 8              | 5              | —              | —              | —      | —      | 8        | 5        |
| Leffe     | Összesen | 38             | 8              | —              | —              | —      | —      | 38       | 8        |
| Összesen  |          | 542            | 233            | 17             | 12             | 18     | 8      | 577      | 253      |

(A statisztikák 2006. április 21-e szerintiek.)
| Nemzeti csapat | Szezon  | Mérk | Gól |
| -------------- | ------- | ---- | --- |
| Olaszország    | 1991–92 | 3    | 1   |
| Olaszország    | 1992–93 | 8    | 3   |
| Olaszország    | 1993–94 | 11   | 3   |
| Olaszország    | 1994–95 | 5    | 0   |
| Olaszország    | 1995–96 | 1    | 0   |
| Összesen       |         | 28   | 7   |

(A statisztikák 1995. szeptember 6-a szerintiek.)
| #           | Dátum              | Helyszín                                  | Ellenfél    | Gólarány    | Eredmény    | Rendezvény           |
| Olaszország | Olaszország        | Olaszország                               | Olaszország | Olaszország | Olaszország | Olaszország          |
| ----------- | ------------------ | ----------------------------------------- | ----------- | ----------- | ----------- | -------------------- |
| 1.          | 1992. június 4.    | Foxboro Stadium, Boston, Egyesült Államok | Írország    | 2–0         | Győzelem    | US Cup               |
| 2.          | 1992. december 19. | Nemzeti Stadion, Valletta, Málta          | Málta       | 2–1         | Győzelem    | 1994-es vb-selejtező |
| 3.          | 1993. március 24.  | Stadio La Favorita, Palermo, Olaszország  | Málta       | 6–1         | Győzelem    | 1994-es vb-selejtező |
| 4.          | 1993. április 14.  | Stadio Nereo Rocco, Trieszt, Olaszország  | Észtország  | 2–0         | Győzelem    | 1994-es vb-selejtező |
| 5.          | 1994. május 27.    | Stadio Ennio Tardini, Parma, Olaszország  | Finnország  | 2–0         | Győzelem    | Barátságos           |
| 6.          | 1994. június 3.    | Stadio Olimpico, Róma, Olaszország        | Svájc       | 1–0         | Győzelem    | Barátságos           |
| 7.          | 1994. június 11.   | Yale Bowl, New Haven, Egyesült Államok    | Costa Rica  | 1–0         | Győzelem    | Barátságos           |

## Mérkőzései a válogatottban
| #   | Időpont             | Ellenfél             | Eredmény   | Kiírás                    | Megjegyzés      |
| --- | ------------------- | -------------------- | ---------- | ------------------------- | --------------- |
| 1.  | 1992. május 31.     | Portugália (s)       | 0–0        | US Cup                    | 81'             |
| 2.  | 1992. június 4.     | Írország (s)         | 2–0        | US Cup                    | 17'             |
| 3.  | 1992. június 6.     | Egyesült Államok (s) | 1–1        | US Cup                    |                 |
| 4.  | 1992. szeptember 9. | Hollandia (i)        | 3–2        | Barátságos                | 78'             |
| 5.  | 1992. november 18.  | Skócia (i)           | 0–0        | 1994-es vb-selejtező      | 66'             |
| 6.  | 1992. december 19.  | Málta (i)            | 2–1        | 1994-es vb-selejtező      | 63'             |
| 7.  | 1993. január 20.    | Mexikó (o)           | 2–0        | Barátságos                |                 |
| 8.  | 1993. február 24.   | Portugália (i)       | 3–1        | 1994-es vb-selejtező      |                 |
| 9.  | 1993. március 24.   | Málta (o)            | 6–1        | 1994-es vb-selejtező      | 38'             |
| 10. | 1993. április 14.   | Észtország (o)       | 2–0        | 1994-es vb-selejtező      | 86'             |
| 11. | 1993. május 1.      | Svájc (i)            | 0–1        | 1994-es vb-selejtező      |                 |
| 12. | 1993. november 17.  | Portugália (o)       | 1–0        | 1994-es vb-selejtező      | 76'             |
| 13. | 1994. március 23.   | Németország (i)      | 1–2        | Barátságos                |                 |
| 14. | 1994. május 27.     | Finnország (o)       | 2–0        | Barátságos                | 23'             |
| 15. | 1994. június 3.     | Svájc (o)            | 1–0        | Barátságos                | 24' a szünetben |
| 16. | 1994. június 11.    | Costa Rica (s)       | 1–0        | Barátságos                | 65'             |
| 17. | 1994. június 18.    | Írország (s)         | 0–1        | 1994-es vb (csoportkör)   | 84'             |
| 18. | 1994. június 23.    | Norvégia (s)         | 1–0        | 1994-es vb (csoportkör)   |                 |
| 19. | 1994. június 28.    | Mexikó (s)           | 1–1        | 1994-es vb (csoportkör)   |                 |
| 20. | 1994. július 5.     | Nigéria (s)          | 2–1 (h.u.) | 1994-es vb (nyolcaddöntő) | 65'             |
| 21. | 1994. július 9.     | Spanyolország (s)    | 2–1        | 1994-es vb (negyeddöntő)  | a szünetben     |
| 22. | 1994. július 13.    | Bulgária (s)         | 2–1        | 1994-es vb (elődöntő)     | 71'             |
| 23. | 1994. szeptember 7. | Szlovénia (i)        | 1–1        | 1996-os Eb-selejtező      |                 |
| 24. | 1994. október 8.    | Észtország (i)       | 2–0        | 1996-os Eb-selejtező      |                 |
| 25. | 1994. december 21.  | Törökország (o)      | 3–1        | Barátságos                |                 |
| 26. | 1995. június 19.    | Svájc (s)            | 1–0        | SFV centenáriumi torna    |                 |
| 27. | 1995. június 21.    | Németország (s)      | 0–2        | SFV centenáriumi torna    | 65'             |
| 28. | 1995. szeptember 6. | Szlovénia (o)        | 1–0        | 1996-os Eb-selejtező      | a szünetben     |

## Magánélete
Felesége Viviana Natale, akivel 1997. június 28-án házasodtak össze. Az esküvőt Rómában tartották, melyen részt vett többek között két egykori csapattársa, Giovanni Stroppa és Roberto Rambaudi is, valamint a Lazio akkori elnöke, Dino Zoff.
Két gyermeke van, mindkettő lány. Az idősebb Denise, aki 1995. február 6-án született. A fiatalabbik neve Greta, aki már a házasság után jött a világra, 1999. március 18-án.